# لست قاتلا (فلم)
لست قاتلا فيلم دراما مصري لعام 1989 من إخراج عبد الهادي طه الذي كتب القصة والسيناريو والحوار بالتعاون مع الممثل والمخرج علي عرابي. الفيلم من بطولة فريد شوقي وصابرين وحسين الشربيني وتدور الأحداث بعدما يرفض أحمد الاعتراف بابنه من أمل الذي تزوَّجها زواجًا عُرفيًّا، يُكَرِّر الأمر مع لولا ويرفض الاعتراف بابنه منها، فتقوم الأخيرة بإمداد الأولى ببعض الأمور التي تستطيع بها فَضْح أحمد وأعماله المُريبة.
صدر الفيلم إلى دور العرض المصرية في 4 سبتمبر 1989.
منح موقع قاعدة بيانات الأفلام العربية «السينما.كوم» الفيلم درجة 4.8/ 10.

## طاقم التمثيل
فريد شوقي: في دور كمال خيري (المحامي الشريف)
صابرين: في دور أمل
حسين الشربيني: في دور خالد البسيوني (الثري تاجر المخدرات)
سميرة صدقي: في دور لولا (زوجة خالد)
إحسان القلعاوي: في دور آمنة (والدة أمل)
سيد الصاوي: في دور عادل كمال خيري
دينار أنور: في دور سهام كمال خيري
فتحية شاهين: في دور زوجة كمال خيري
رأفت راجي: في دور وكيل النيابة
عادل هلال: في دور الدمنهوري (أحد أفراد عصابة خالد)
بالاشتراك مع: سمير رستم - مصطفى كمال - نبوية السيد - سناء رمزي - حسين الشريف - محمد أبو حشيش - ربيع الصغير - سيد مصطفى - محمد الكيلاني.

## أحداث الفيلم
يعيش كمال خيري (فريد شوقي) راضياً عن نفسه، فهو محامي شريف ومثالي، لا يقبل الدفاع عن تجار المخدرات مهما كان المقابل المادي، ويقبل قضايا المظلومين. يعيش كمال مع زوجته (فتحية شاهين) وابنه عادل (سيد الصاوي) وابنته سهام (دينار أنور). تقود كمال الصدفة للتعرف على أمل (صابرين) ووالدتها المريضة آمنة (إحسان القلعاوي) التي قصت عليه مأساتها حيث مات والدها وترك لهم معاشاً لا يكفيهم، وتضطر أمل للبحث عن عمل وتمرض الأم وتحتاج لعملية جراحية لا تملك اتعابها، وتضطر لبيع مصاغها المتواضع. تلتقي أمل عند الصائغ (سمير رستم) بالثري خالد البسيوني (حسين الشربيني) الذي يبدى تعاطفاً ويقرضها المال الكافي للجراحة. تعجز أمل عن السداد، ويعرض عليها خالد الزواج بمأذون مزور وينقلها ووالدتها إلى فيلته. تكتشف أمل أن زواجها عرفي وتطالب خالد بالزواج الرسمي، ولكنه يرفض خصوصاً بعد علمه أنها حامل، وتكتشف أمل أن خالد يتاجر في المخدرات. يقوم كمال بمقابلة خالد ويطلب منه حل مشكلة أمل ودياً ولكنه يرفض، وهنا يقرر كمال إقامة دعوى قضائية ضده. كان خالد قد سبق له أن فعل نفس الشئ مع لولا (سميرة صدقي) وأنجب منها طفلاً ولكن دون زواج وكان يستغلها في أعماله ويرفض الزواج بها بدعوى أنه لا يمكنه الزواج ممن كانت تعمل لديه. يتناول ابن لولا الطفل بعض من المخدرات التي يحتفظ بها خالد في بيته ويموت، ويقوم الطبيب بإبلاغ الشرطة مما يدعو لولا لأن تذهب إلى كمال المحامي ومعها المستندات التي تدين خالد بعد أن انقلبت ضده انتقاماً لموت ابنها. يقوم خالد بمساعدة الدمنهوري (عادل هلال) أحد أفراد عصابته بخطف سهام ابنة كمال لمساومته على المستندات ولكن كمال يستطيع تحرير ابنته. تحاول لولا قتل خالد ولكن الدمنهورى ينقذه ويقتل لولا، ويقوم خالد بقتل الدمنهوري لإخفاء السر. يحاول خالد إجهاض أمل ويدخل كمال ويحاول منعه ولكن خالد يمسك بسكين لقتل كمال ولكنه يسقط على السكين ويموت. يسلم كمال نفسه للشرطة معترفاً بقتل خالد ولكن الطبيب الشرعي يثبت أن خالد مات مخنوقاً، وفي قاعة المحكمة تعترف أم أمل أنها استيقظت على صوت المعركة وشاهدت خالد والسكين في بطنه وهو يحاول النهوض فانقضت عليه وخنقته، ثم تسقط أمام المحكمة وتسلم الروح.

## روابط خارجية
- مقالات تستعمل روابط فنية بلا صلة مع ويكي بيانات